# 馬格努斯六世
馬格努斯·哈康森（古諾斯語：Magnús Hákonarson，挪威語：Magnus Håkonsson，1238年5月1日或3日—1280年5月9日），挪威國王（1263年－1280年）（1257年起為共治國王），是為馬格努斯六世。他最大的成就之一是將挪威法典的現代化和國有化，之後他被稱為「改良法律者馬格努斯」（古諾斯語：Magnús lagabœtir，挪威語：Magnus Lagabøte）。 他是第一個以序數為稱的挪威君主，雖然他最初將自己視為“馬格努斯四世”。

## 早年
馬格努斯·哈康森是國王哈康四世與妻子瑪格麗特·斯庫勒斯多塔最小的兒子，他出生於通斯堡，於1238年5月受洗。他在卑爾根度過大部分的成長經歷。1257年，他的哥哥幼王哈康逝世，馬格努斯成為王位繼承人。父親同年給予他共治國王的頭銜。1261年9月11日，馬格努斯與已故的丹麥國王埃里克四世的女兒丹麥公主英格堡結婚，她幾乎是被國王哈康四世派去的人從她所居住的修道院中綁架回來。後來為了爭取她從被謀殺的父親所遺下的繼承權，未來幾十年間挪威將與丹麥發生間歇性地發生衝突。馬格努斯和英格堡在他們結婚後直接加冕，馬格努斯獲得呂菲爾克為自己的封地。1263年12月16日，哈康四世在與赫布里底群島的蘇格蘭國王戰鬥時去世，馬格努斯遂成為挪威的統治者。

## 統治時期

### 外交政策
馬格努斯六世的統治將他父親有點進取的外交政策帶來變化。1266年，根據“珀斯條約”，馬格努斯六世放棄赫布里底群島和馬恩島，給予蘇格蘭國王亞歷山大三世，以換取大量白銀和每年的付款，蘇格蘭同時承認挪威統治設得蘭群島和奧克尼群島等島嶼。1269年，與英國國王亨利三世簽訂溫徹斯特條約建立雙方良好的關係。馬格努斯六世似乎與瑞典國王瓦爾德瑪·比耶松亦有著良好的關係，並且在1260年代，與瑞典的邊界首次正式訂定。當瓦爾德瑪被他的兩個弟弟罷免，並於1275年逃往挪威時，這激起馬格努斯六世在他統治時期中第一次、也是唯一一次召集聚一支雷丹艦隊。由於擁有龐大的艦隊，他會見了新的瑞典國王馬格努斯·拉杜洛斯試圖在兩兄弟之間達成和解，但並沒有成功，馬格努斯·拉杜洛斯不因為壓力而屈服，而馬格努斯六世亦在不採取敵對行動的情況下撤退。

### 國內政策
在內部政治方面，馬格努斯六世為法律法典的現代化進行很大的努力，這使他擁有「改善法律的人」的綽號。這些改革於1274年（Landslov）和1276年（Byloven）的議會中被採用。 1274年，他頒布了新的國家法律，稱為馬格努斯地方法典，適用於整個國家的統一法律法規，包括法羅群島和設得蘭群島。這取代了之前存在的不同區域的法律。1276年，再推出馬格努斯城市法典為新的市政法（城市法）以作補充，並為冰島制定略微修改的版本。對於整個國家來說，統一的法律法規在這個時候是一樣很新的東西，直到那時才被引入西西里島和卡斯蒂利亞。馬格努斯六世的法典引入了一個概念，即犯罪是對國家而不是對個人的冒犯，從而縮小了個人復仇的可能性。它增加了國王的正式權力，使王位成為正義的源泉。市政法賦予城市更大的免於農村控制的自由。根據前任國王哈康四世於1260年制定的安排，一個特定的部分確定繼承王位的法律。

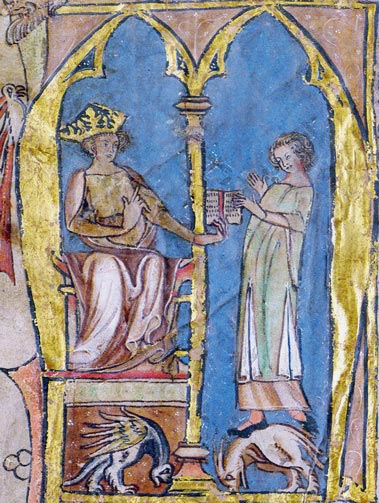
從14世紀的“Codex Hardenbergianus”插畫－馬格努斯將他的國家法律賦予一名法律人員

皇位繼承是一個重要而且棘手的問題，有爭議的繼承令過去幾十年來爭奪王位，終於將此內戰於1240年結束。1273年，馬格納斯六世給他的只有五歲的長子埃里克共治國王的頭銜，以及他的次子哈康公爵的頭銜，從而明確地指明誰將會成為他的繼承人。
雖然馬格努斯六世在所有人眼中都是個非常虔誠的國王，但他將法律規範的工作使他與抵制世俗的權威凌駕教會的大主教發生衝突，大主教並試圖保持教會對王國的影響力。 通斯堡和約（Sættargjerden in Tønsberg）於1277年在馬格努斯六世和尼達洛斯大主教Jon Raude之間簽署，確認了神職人員的某些特權，如主教選舉的自由和類似事項。教會在司法事務上保持相當大的獨立性，但放棄了古老的主張，即挪威王國是天主教會最終權威下的封地。
在文化方面，馬格努斯六世繼續他父親的政策，向挪威引入歐洲宮廷文化。1277年，他用歐洲頭銜“男爵”和“騎士 (低地國家)”取代舊的北歐頭銜“lendmann”及“skutilsvein”，同時賦予他們一定的額外特權和作為領主（herra）的權利。馬格努斯六世可能也是第一個使用序數命名自己的挪威國王－他稱自己為“馬格努斯四世”（他不計算馬格努斯·哈德拉達（“馬格努斯二世”）和馬格努斯·西居爾松（“馬格努斯四世”））。父親去世後，他立即委託冰島人史圖拉·索達松寫下他父親的薩迦或傳記。1278年，他再次委託史圖拉·索達松為自己寫金。因此，改善法律的馬格努斯薩迦（Magnúss saga lagabœtis）成為中世紀挪威國王的最後一本薩迦；不幸的是，此薩迦只保留一小部分。

## 逝世與後續
1280年春天，馬格努斯六世在卑爾根病倒。他計劃讓他的長子埃里克在盛夏擔任共治國王，但是他於5月9日去世。埃里克二世以12歲之齡繼承王位。真正的權力落在一群顧問身上，其中著名的是馬格努斯的遺孀英格堡。馬格努斯六世被人們記載是一位優秀的統治者，他依法而不是以劍來統治。一些現代歷史學家卻認為他是一位軟弱的國王，放棄赫布里底群島並屈服於教會的要求，但其他人則認為這些政策是明智的，避免將王國介入國外不必要和無利益的戰爭，同時保持國內的穩定。馬格努斯六世被埋葬在卑爾根的方濟各會修道院教堂，此教堂自16世紀後成為卑爾根主教座堂（Bergen Domkirke）。

## 其他參考來源
- Sturla Þórðarson; translation to English by G.W. Dasent. . London (Rerum Britannicarum Medii Ævi Scriptores, vol.88.4). 1894, repr. 1964.
- Knut Helle. . Universitetsforlaget. 1974.

| 馬格努斯·哈康森斯韋雷王朝金髮王朝的分支出生于：1238年5月1日或3日逝世於：1280年5月9日 | 馬格努斯·哈康森斯韋雷王朝金髮王朝的分支出生于：1238年5月1日或3日逝世於：1280年5月9日        | 馬格努斯·哈康森斯韋雷王朝金髮王朝的分支出生于：1238年5月1日或3日逝世於：1280年5月9日 |
| 統治者頭銜                                                                           | 統治者頭銜                                                                                  | 統治者頭銜                                                                           |
| ------------------------------------------------------------------------------------ | ------------------------------------------------------------------------------------------- | ------------------------------------------------------------------------------------ |
| 前任者： 哈康四世                                                                    | 挪威國王 1263年－1280年 與哈康四世同時在任 （1257年－1263年） 埃里克二世 （1273年－1280年） | 繼任者： 埃里克二世                                                                  |